# Ижемцы
Ижемцы (коми изьватас), или коми-ижемцы, — финно-угорская этническая группа коми. Коренное население Ижемского района Республики Коми.

## Расселение и численность
Большинство коми-ижемцев проживает в Ижемском районе (райцентр Ижма) Республики Коми в бассейне среднего течения реки Печора и по берегам её притоков — Ижмы и Усы. Часть ижемцев осела в Салехарде (Ямало-Ненецкий автономный округ) и Ловозерском районе Мурманской области; а также в Ханты-Мансийском автономном округе — Югра и, немногочисленно с кочевьями, в Ненецком АО.
В целом в России по переписи 2002 года было выделено 15 607 коми-ижемцев в составе народа коми. Из них в Республике Коми — 12 689 человек, в Мурманской области — 1 128 человек, в ЯНАО — 1002 человек и ХМАО — 740 человек (всего в Тюменской области — 1743 человека). По переписи 1989 года и ранее ижемцы не выделялись вовсе.

## Язык и традиции
Говорят на ижемском диалекте языка коми.
На нынешней территории Ижемского района проживает более 80 % коренного населения. Этот факт способствовал сохранению традиционного образа жизни, традиционной культуры и мироощущения живущих в тесной взаимосвязи с природой людей.
Ижемцы традиционно, в отличие от остальных коми, занимаются кочевым оленеводством. Ижемцы сделали оленеводство товарным, не только за счёт продажи мяса, но и за счёт производства замши из оленьих шкур.
Стоит отметить, что в расовом отношении коми-ижемцы относятся преимущественно к т. н. «беломорскому» типу, хотя отдельные локальные группы, живущие в окружении самодийских народов, имеют некоторые монголоидные черты.

## Населённые пункты
Адзьвавом, Бакур,
Большое Галово,
Брыка,
Брыкаланск,
Бызовая,
Варыш,
Васильевка,
Вертеп,
Гам,
Денисовка,
Диюр,
Ёль,
Захарвань,
Ижма,
Каневка,
Картаель,
Кельчиюр,
Кипиево,
Койю,
Константиновка,
Косъель,
Краснобор,
Краснощелье (меньшинство),
Ласта,
Ловозеро (меньшинство),
Малое Галово,
Междуречье,
Мохча,
Мошъюга,
Мутный Материк,
Новикбож,
Няшабож,
Петрунь,
Пиль-Егор,
Праскан,
Пустыня,
Саранпауль,
Сизябск,
Соколово,
Сосновка,
Том,
Усть-Ижма,
Усть-Кожва,
Усть-Лыжа,
Усть-Уса,
Чаркабож,
Черноборская,
Чика,
Щель, Харута,
Щельяюр,
Щельябож,
Ыргеншар, Яг-Ёль и др.

## История
Впервые предки коми обнаруживаются исследователями во II тыс. до н. э. в районе впадения в Волгу Оки и Камы. Позднее происходит распространение древних пермян (коми) на север, в Прикамье. В I тыс. до. н. э. (железный век) на территорию современной Республики Коми проникают предки коми.
С XIII века начинается значительная славянская (новгородская и северо-русская, то есть суздальская) колонизация Перуми. В XV—XVI веках под давлением славяно-русской колонизации Севера этнический массив коми сдвинулся в восточном направлении. Коми население исчезло в низовьях Вашки, на Пинеге, нижней Вычегде, Виледи, Яренге, нижней Лузе.
С этого времени вплоть до начала XX в. происходило непрерывное расширение этнической территории коми. В XVI—XVII веках коми заселили верхнюю Вычегду, а в XVIII—XIX вв. — Печору и Ижму.
Коми-ижемский субэтнос начал складываться во второй половине XVI века. В его формировании приняли участие вымские и удорские коми, северные великороссы и ненцы. К концу XVIII—XIX вв. ижемские коми выработали свою языковую и культурно-бытовую специфику, которая отличает их от остальных коми. C XVIII века ижемцы Вологодской губернии интенсивно занимались оленеводством, почти вытеснив из этой деятельности ненцев и проживающих в тундрах русских, причем ижемцы претендовали на тундры, входившие в состав Архангельской губернии. В феврале 1923 года Архангельский губисполком своим постановлением предписал выселить всех ижемцев из тундры, но даже в 1926 году отмечалось, что "из 18 чумов, подлежащих выселению, 13 чумов так и ходят в Канинской тундре, а 5 летуют в тех местах, где самоеды ходят зимовать".
Некоторые общественные организации и учёные выступают за включение ижемцев в перечень коренных малочисленных народов России.